# Nederlandsch-Westfaalsche Spoorweg-Maatschappij

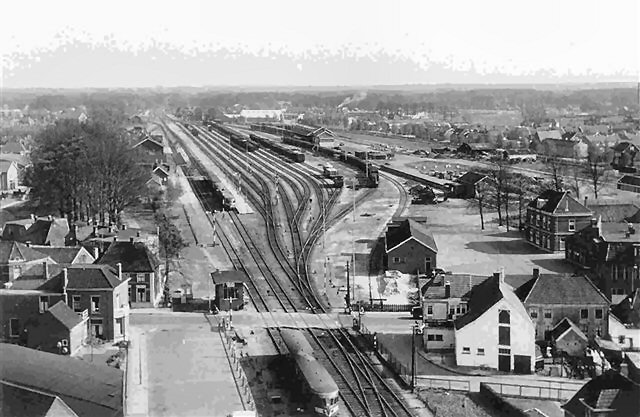
Station Winterswijk waar aan de linkerzijde treinen van de NWS vertrokken en aan de rechterzijde treinen van GOLS.

De Nederlandsch-Westfaalsche Spoorweg-Maatschappij (afgekort tot NWS) is een voormalige spoorwegonderneming, opgericht in 1872 en had haar hoofdvestiging in Winterswijk. Initiatiefnemer van de maatschappij was de textielondernemer Jan Willink. Hij beoogde dat Oost-Nederland, en dan met name de Achterhoek en Twente, aangesloten werden op het hoofdrailnet en op het Duitse Ruhrgebied, zodat zij ook konden profiteren van de werkgelegenheid in Duitsland. Aandeelhouders van de maatschappij werden diverse gemeenten en (textiel)fabrikanten, maar ook diverse boeren.
Op 27 maart 1872 kreeg de Nederlandsch-Westfaalsche Spoorweg-Maatschappij de concessie voor de spoorlijn Zutphen - Winterswijk. Voor de aanleg hiervan werd ir. Emil Hendrik Stieltjes aangesteld. In Duitsland kreeg een jaar later de Bergisch-Märkische Eisenbahn Gesellschaft de concessie om het spoor van Winterswijk tot Gelsenkirchen aan te leggen. In 1878 werd begonnen met de aanleg en in 1880 was de lijn gereed. Later werden door de Geldersch-Overijsselsche Lokaalspoorweg-Maatschappij (GOLS), waarbij Jan Willink eveneens betrokken was, nog twee spoorlijnen in de Achterhoek aangelegd, te weten Winterswijk - Neede en Winterswijk - Zevenaar. De spoorlijn naar Neede had vervolgens weer een aansluiting naar de Twentse textielsteden Enschede en Hengelo.
De winstgevende spoorlijn is in 1926 door Hollandsche IJzeren Spoorweg-Maatschappij overgenomen, waarna de Nederlandsch-Westfaalsche Spoorweg-Maatschappij werd opgeheven.